# Juan José Espinosa San Martín
Juan José Espinosa San Martín (30 de junho de 1918 – 14 de janeiro de 1982) foi um político espanhol que serviu como Ministro das Finanças da Espanha entre 1965 e 1969, durante a ditadura franquista.